# Ozuluama, Ozuluama de Mascareñas
Ozuluama är en ort i Mexiko.   Den ligger i kommunen Ozuluama de Mascareñas och delstaten Veracruz, i den sydöstra delen av landet, 280 km nordost om huvudstaden Mexico City. Ozuluama ligger 169 meter över havet och antalet invånare är 3 733.
Terrängen runt Ozuluama är huvudsakligen platt. Ozuluama ligger uppe på en höjd. Runt Ozuluama är det glesbefolkat, med 11 invånare per kvadratkilometer. Närmaste större samhälle är Los Altos, 19,3 km sydost om Ozuluama. Trakten runt Ozuluama består till största delen av jordbruksmark.